# Danny Wong Tze Ken
Danny Wong Tze Ken (* 1967 in Sabah, Malaysia) ist Historiker und Professor an der Universität Malaya (UM).

## Leben
Danny Wong Tze Ken wurde 1967 im malaysischen Bundesstaat Sabah geboren.
Wong Tze Ken absolvierte ein Masterstudium an der Universität Malaya und schloss eine anschließende Promotion mit dem Abschluss Ph.D. an.
Der Historiker ist mit Mui Fung verheiratet und hat drei Kinder.

## Akademische Tätigkeit
Wong Tze Ken ist Professor in der Abteilung Geschichte an der Fakultät für Geistes- und Gesellschaftswissenschaften an der Universität Malaya in Kuala Lumpur und lehrt dort in den Fächern Vietnamesische Geschichte, Geschichte von Südostasien und Geschichte von Sabah.

## Auszeichnungen
Wong Tze Ken wurde 2009 mit dem University of Malaya Excellence Service Certificate ausgezeichnet.

## Veröffentlichungen
Wong Tze Ken hat seit 1995 zahlreiche Fachartikel in wissenschaftlichen Zeitschriften veröffentlicht. Daneben hat er es sich zur Aufgabe gemacht, historische Sachverhalte für ein nicht-wissenschaftliches Publikum aufzubereiten. Er ist durch Beiträge in den Massenmedien und die Publikation populärwissenschaftlicher Bücher einem breiten Publikum in Malaysia bekannt. Zu seinem Buchveröffentlichungen gehören unter anderem:
- Historical Sabah: The War. Opus Publications, Kota Kinabalu 2010.
- (Editor) The Governors of British North Borneo and Heads of State of Sabah: a Brief History. Sabah State Library, Kota Kinabalu 2009.
- James Sarda, Danny Wong Tze Ken: Spirit of Borneo: Hollywood’s First Glimpse. Era Publications for the Sabah State Government, Kuala Lumpur 2009.
- (Editor) Memory and Knowledge of the Sea in Southeast Asia. In: Institute of Ocean and Earth Sciences Monograph, No. 3, Institute of Ocean and Earth Sciences, University of Malaya, Kuala Lumpur 2008, ISBN 978-983-9576-36-8
- The Nguyen and Champa during 17th and 18th Century: A Study of Nguyen Foreign Relations. Champaka Monograph No. 5. International Office of Champa, Paris / San Jose 2007.
- Sejarah Ringkas Tuan Yang Terutama Yang Di-Pertua Negeri Sabah dan Gabenor Borneo Utara (Editor). Sabah State Library, Kota Kinabalu 2006.
- Danny Wong Tze Ken et al.: Sejarah: Sumber dan Pendekatan. University of Malaya Press, Kuala Lumpur 2006.
- Historical Sabah: The Chinese. Natural History Publications, Kota Kinabalu 2005.
- Historical Sabah: Society and Community. Natural History Publications, Kota Kinabalu.
- Champa Tren Lan Song Bao Chi Quoc Te tu nam 1975 (Champa in International Printed Media Since 1975) (Co-Autor). International Office of Champa, San Jose 2002.
- The Transformation of an Immigrant Society: A Study of the Chinese of Sabah, London: ASEAN Academic Press, 1998.
- Our Anchor Holds: A History of the Boys Brigade in Malaysia 1946-1996. The Boys Brigade in Malaysia, Petaling Jaya 1996.
- Vietnam-Malaysia Relations During the Cold War, 1945-1990. University of Malaya Press, Kuala Lumpur 1995.